# うらが (巡視船)
「うらが」（Uraga）は、海上保安庁のヘリコプター1機搭載型巡視船。つがる型巡視船の3番船にあたる。船種記号は、当初は他の大型巡視船と同じPL（Patrol vessel Large）とされていたが、後にPLH（Patrol vessel Large with Helicopter）に変更された。公称船型も、当初は単に「ヘリコプター搭載型」と称されていたが、2機搭載のみずほ型の出現によってヘリコプター1機搭載型となった。
また配属替えに伴って、1997年には「はやと」（Hayato）、2014年には「うるま」（Uruma）へと順次に改名された。

## 船歴
1980年3月5日に竣工し、横浜海上保安部（第三管区）に配属された。船名は浦賀水道に由来する。
1988年11月9日、アメリカ海軍のチャールズ・F・アダムズ級ミサイル駆逐艦「タワーズ」が房総半島沖において、訓練区域外であるにもかかわらず射撃試験を行い、しかもその砲弾のうち数発が本船の近くに着弾するという事件が発生した。弾着点との距離について、海保側は300－500メートル程度と報告しているのに対し、アメリカ海軍の最終報告書では約1900メートルとされたものの、軍法会議により艦長は解任され、海軍側の最高責任者が外務省を訪問して外務大臣に遺憾の意を表するとともに再発防止を約した。
1997年3月24日には鹿児島海上保安部（第十管区）に配属替えとなり、隼人に因んで「はやと」と改名した。2001年の九州南西海域工作船事件の際に派遣され、後方指揮を担い、停船後の強行臨検に備え、船内に特殊警備隊を待機させていた。なお平成24年度補正予算で延命・機能向上工事費が認められ、2013年から2014年にかけて工事を受けた。
その後、尖閣領海警備専従体制の構築に伴って、2014年6月30日には那覇海上保安部に配属替えとなり、沖縄の雅名に因んで「うるま」と改名した。

## 搭載機の変遷
| 機種               | 機番  | 愛称     | 配属期間                      |
| ------------------ | ----- | -------- | ----------------------------- |
| ベル 212           | MH550 | はやたか | 1980年10月20日－2013年3月26日 |
| ベル 212           | MH684 | はやたか | 2013年3月26日－2015年3月9日   |
| シコルスキー S-76D | MH911 | しまわし | 2015年3月9日－                |